# Faun L900
Der FAUN L900 ist ein schwerer Lastkraftwagen der Fahrzeugfabrik Ansbach und Nürnberger Feuerlöschgeräte- & Fahrzeugfabrik (FAUN). Der schwere FAUN L 900 Typ 567 war ein auf den Paraden der Wehrmacht in den 1930er Jahren häufig anzutreffendes Fahrzeug, da er auch als Transportfahrzeug für leichte Panzer diente. Eine Ausführung als schwerer Lastenkran 10 t mit der Bezeichnung LK5 war eines der schwersten Kranfahrzeuge dieser Epoche.

## Hintergrundinformation
Viele Detailinformationen und Fotografien zum Typ L900 gingen bei der Zerstörung des Werksarchives der FAUN Werke durch alliierte Bomber verloren. In den letzten Jahren ist das interessante Transportfahrzeug jedoch in den Blickpunkt des Modellbaus gerückt und viele technische Details konnten geklärt werden.

## FAUN L900 Typ 567
Der FAUN L900 gehört zur Klasse der schweren Fernverkehr-Lastkraftwagen, die zusätzlich einen beladenen, großen Anhänger ziehen können. Vergleichbare Fahrzeuge sind der Mercedes L 10000 und der Büssing-NAG Typ 900. Die Zahl der Fahrzeuge dieser Klasse, die vor dem Zweiten Weltkrieg für die freie Wirtschaft produziert wurden, war gering. Doch entwickelte sich für FAUN und Büssing die Wehrmacht zu einem großen Kunden.
Angetrieben wurden die 6×4-Lastkraftwagen von wassergekühlten Dieselmotoren mit 180 PS (F 8 M 517) bzw. 150 PS (F 6 M 517) Leistung. Es konnten Geschwindigkeiten bis zu 50 km/h erreicht werden, wobei der 13.538-cm³-Sechszylindermotor (150 PS) durchschnittlich 50 l Kraftstoff auf 100 km und auf derselben Strecke ca. 1 l Öl verbrauchte. Bei einem Tankvolumen von 200 l war bei diesem Verbrauch die Reichweite mit maximal 400 km relativ begrenzt. Für den Achtzylindermotor (18.050 cm³) war die Motorhaube verlängert, da er ca. 400 mm länger war und zwei zusätzliche Batterien eingebaut wurden. Regulär hatte das Fahrzeug zwei Batterien, einen Bosch-Anlasser und eine Bosch-Lichtmaschine.
Das Drehmoment bzw. die Antriebskraft wurde mit einem Fünfganggetriebe mit Mehrscheiben-Trockenkupplung auf die in der Mitte liegende Kardanwelle übertragen, die in einen obenliegenden Schneckenantrieb der Hinterachsen mündete. Die beiden Schneckenantriebe der Hinterachsen waren mit einer weiteren Kardanwelle verbunden.
Eine Druckluftbremse wirkte auf alle sechs Räder. Die Räder hatten die Dimension 12,75-20 in, wobei auch eine Übergrößenbereifung 13,50-20 in möglich gewesen sein soll.
Der Wagen war auf einem Leiterrahmen aufgebaut. Die Vorderachsräder und die hinteren Achsen hatten je ein längs angebrachtes großes Blattfederpaket auf den beiden Seiten des massiven Leiterrahmens.
Die Ladefläche war 6,5 m lang und 2,32 m breit. Die seitlichen Bordwände waren zweigeteilt und in der Mitte mit einem festen Pfosten stabilisiert. Ein Anschluss für einen Anhänger war vorhanden. Bei abgeklappter Heckklappe konnte die spätere Ausführung des Sonderanhängers 115 als Auffahrrampe für die Panzer dienen. Die Spriegel des Planenverdecks ließen sich in einer Halterung an der Vorderwand der Pritsche lagern.
Für den Einsatz als Mannschaftstransporter waren an der Innenseite der seitlichen Bordwände bei einigen Fahrzeugen Auflagen montiert; ein Satz Bretter dafür wurde in einem Metallrahmen quer unter der Pritsche mitgeführt.
Da die meisten Fahrzeuge für die Wehrmacht gebaut wurden, hatten sie vorwiegend ein offenes Fahrerhaus mit abklappbarer Frontscheibe und Segeltuch-Verdeck. Doch auch im Fuhrpark der Wehrmacht waren Panzertransporter mit geschlossenem Fahrerhaus zu finden.

### Produktion
Anhand noch vorhandener Unterlagen sind 27 Faun L 900 D im Jahr 1939 produziert worden (Chassisnrn. 6008 – 6034), teils mit dem Sechszylindermotor F6 M 517, teils mit dem Achtzylindermotor F8 M 317. Im Jahr 1940 entstanden weitere 54 Stück (Fahrgestellnummern 6327 – 6380), alle mit dem genannten Sechszylindermotor. Oswald dagegen behauptet eine Produktion 1937–1939. Anhand der hier zitierten Quellen kann allerdings eine Produktion des Faun L 900 D schon 1937 oder 1938 nicht nachgewiesen werden (im Gegensatz zu der des Konkurrenten Büssing 900 GD6, die 1935 bis 1939 lief).

### Einsatz als Panzertransporter
Die Konzeption der neuen „Leichten Division“ der deutschen Wehrmacht beruhte auf der Idee, mit gepanzerten Kräften schnell neue Schwerpunkte bilden zu können, indem die Panzer transportiert auf schnell fahrenden Lastkraftwagen verlegt (verlastet) werden konnten. Das war anfänglich mit den leichten Panzertypen Panzerkampfwagen I Ausf. A (5,4t) / B (6 t) und Panzerkampfwagen II (nach Ausf. 7,6-10 t) sowie später mit dem Panzerkampfwagen 38 (t) (nach Ausf. 9,7 – 9,85 t) möglich. Ursprünglich wurden einige Büssing-NAG 654 als Transporter für Panzerkampfwagen I umgebaut, doch sie konnten wegen des Gewichts und der Abmessungen keine Panzerkampfwagen II transportieren.
Die schweren Lastkraftwagen als Panzertransporter erhielten eine besondere Ausstattung der Ladefläche: Keile, Führungsschienen beziehungsweise Balken, Sitzbretter für das Fahrzeugheck und Material zur Verzurrung der Panzer.
Zu jedem schweren Panzertransporter in den speziellen Einheiten der „Leichten Division“ gehörte ein Sonderanhänger 115, der in der frühen Ausführung eine Nutzlast von 8 t und später von 10 t hatte, so dass je ein schwerer Lastkraftwagen zwei Panzer transportieren konnte.
In der Gliederung des Heeresausbauprogramms zum 10. November 1938 waren die 1., 2., 3. und 4. leichte Division mit den jeweils zugeteilten Panzerabteilungen 65, 66, 67 und 33 die einzigen Verbände, die über verlastete, leichte Panzer verfügten.
Maßgeblich waren die Kriegsstärkenachweise 1110, 1169, 1193, 1173 und 1180 für diese Einheiten. Die Panzerabteilung (verlastet) bestand, neben den jeweiligen gepanzerten Stäben einschließlich eines Kompanietrupps mit einem Panzerbefehlswagen (PzBefWg) und drei Panzerkampfwagen II (PzKpfw II), aus je vier leichten Kompanien. Dabei war im Kriegsstärkenachweis der Zugführerwagen immer ein Panzerkampfwagen II und im 1. bis 3. Zug waren die weiteren Fahrzeuge Panzerkampfwagen I (PzKpfw I). Der 4. Zug bestand ausschließlich aus Panzerkampfwagen II. Damit waren, ohne die verlasteten Fahrzeuge des Abteilungsstabes dazuzurechnen, bereits für den Transport der Panzerkompanien der vier Abteilungen 192 schwere Lastkraftwagen mit Anhängern erforderlich.
Nach der Neugliederung der „Leichten Panzerkompanie“ zum 1. März 1939 veränderte sich die Ausstattung der Züge und des Kompanietrupps. Der Kompanietrupp bestand nun aus einem Panzerbefehlswagen, einem PzKpfw II und zwei PzKpfw I. Der 1. bis 3. Zug hatte jeweils drei PzKpfw II und zwei PzKpfw I, wobei der 4. Zug unverändert 5 PzKpfw II hatte.
Als im Juni 1939 mit der Besetzung der Tschechoslowakei die Panzerabteilung 65 eine Neuausstattung mit erbeuteten Panzerkampfwagen 35 (t) erhielt, wurden 52 schwere Lastkraftwagen und 50 Tiefladeanhänger von der Abteilung abgegeben. In der Folge galt die Einheit nicht mehr als „verlastet“. Der Panzerabteilung 67 wurden erbeutete Panzerkampfwagen 38 (t) (PzKpfw 38 (t)) neu zugewiesen, die vom Gewicht her gerade noch transportfähig waren.
Die Panzerabteilung 33 führte beim Angriff auf Polen 34 PzKpfw I, 23 PzKpfw II und 5 PzBefWg. Die Panzerabteilung 67 hatte 23 PzKpfw II, 55 PzKpfw 38 (t) und 2 PzBefWg 38 (t). Bei der Panzerabteilung 66 war der Bestand 41 PzKpfw I, 42 PzKpfw II und 2 PzBefWg. Alle drei Abteilungen kamen in der Heeresgruppe Süd zum Einsatz.
Probleme im Einsatz entstanden durch das Gesamtgewicht der beladenen Transporter. Viele Brücken konnten nur im Kriechgang ohne Ladung passiert werden, was ein aufwendiges Abladen und Aufladen erforderlich machte. Die kürzere Transportzeit war damit schnell aufgebraucht.
Die riesigen Gespanne verziehen Fahrfehler nur selten und in zumindest einem Fall ist fotografisch dokumentiert, dass ein anscheinend ungesichert transportierter Panzer II ein Fahrerhaus eines schweren Lkw bei einer Bremsung auf einer Autobahn vollständig zerquetschte.
Während des Feldzug gegen Polen blieb das Konzept der verlasteten Panzerabteilung erhalten und zeigte Vor- und Nachteile auf. Da die verlasteten Abteilungen ausschließlich über leichte Panzer verfügten, fehlte es ihnen an Feuerkraft und Panzerung. Mit einer geplanten Neugliederung zur Aufstellung neuer Panzerdivisionen wurden aus den Abteilungen 33, 67 und 66 reguläre Panzerabteilungen gemäß dem für leichte Panzerkompanien geltenden Kriegsstärkenachweis vom 21. Februar 1940.
Damit wurden die schweren Lastkraftwagen und Sonderanhänger 115 der Abteilungen für andere Verwendungen frei.

## FAUN LK5
Schon im Jahr 1928 hatte FAUN einen Kranwagen mit benzin-elektrischem Antrieb entwickelt. Der elektrische Antrieb ermöglichte eine deutlich gefühlvollere Steuerung des Kranantriebs.
Basierend auf dem Pritschenlastkraftwagen vom Typ D 567 wurde 1937 ein Fahrzeug mit einem diesel-elektrischen Kranantrieb entwickelt. Dazu lieferte die DEMAG den Kranaufbau. Um die erhebliche Last aufnehmen zu können, wurde der Rahmen verstärkt und die Achse etwas breiter ausgeführt.
Vom Motor des Fahrzeugs wurde über eine Welle ein Elektrogenerator angetrieben, der eine Leistung von 40 bis 50 kW hatte. Das Kranwagenmodell wurde als LK5 bezeichnet.
Im Führerhaus hinter dem Beifahrersitz war die elektrische Schaltanlage mit Sicherungskasten angebracht.
Mit der Bezeichnung LK5 S wurde für die Eisenbahnpioniere der Wehrmacht und die „Organisation Todt“ (OT) eine Ausführung geschaffen, die auf Schienen fahren konnte.
Bei einer maximalen Ausladung von 5,5 m ab der Mitte des Krans betrug die maximale Traglast bei abgestütztem Fahrzeug 8 t, bei voller Ausladung von 8,7 m ab Fahrzeugmitte waren es 5 t. Die Traglast bei maximaler Ausladung war maßgeblich für die Bezeichnung des Fahrzeugs.
Markantes Merkmal dieses Fahrzeugs war ein großes mit Schrotteisen gefülltes Gegengewicht für den Kranausleger, das über Seile und Umlenkrollen in Position gebracht wurde, damit die jeweilige Last angehoben werden konnte. Auch nach dem Zweiten Weltkrieg wurden bis 1951 noch einzelne Kranfahrzeuge gefertigt.
Technische Daten
- Motorisierung: Deutz F 6 M 517 mit 150 PS (Bohrung 130 mm, Hub 170 mm, Hubraum 13.538 cm3 mit einer Drehzahl von 1600/min)
- Getriebe: ZF-Friedrichshafen ZK-55 (4 Vorwärtsgänge und 1 Rückwärtsgang)
- Kraftübertragung: Kardanwelle auf 2 Schneckengetriebe der Hinterachse
- Achslast: 6250 kg (vorn) und 2 × 8800 kg hinten
- Achsabstand: Vorderachse zu 1. Hinterachse 5000 mm und bis zur 2. Hinterachse + 1600 mm (ca. 500 mm weniger als beim L 900)
- Bremssystem: Druckluft-Sechsradbremse mit Anhängerbremsanschluss (Knorr)